# ОШ „Други шумадијски одред” Марковац
ОШ „Други шумадијски одред” Марковац, насељеном месту на територији општине Велика Плана, основана је 1835. године.
На самом почетку школа није имала своју зграду, па се настава одвијала у приватној кући деде Данила Милојевића коју је он уступио школи. Касније је општина уступила зграду кафане која се налазила на месту споменика пострадалим ратницима- Солунцима. Поред те зграде налазио се један велики орах, па је школа по њему и добила назив „Школа код ора”.
Нова и велика школа у „швајцарском стилу” подигнута је 1907. године. Прва школска зграда имала је пет учионица, просторију за наставнике и две помоћне просторије. То је садашња стара школска зграда, која се налази са десне стране школског дворишта. Први учитељ у тој школи био је Перо Ђоковић.
Још пре Првог светског рата Марковац је имао народну читаоницу „Књижницу”, која је у то време имала 20 чланова. За време Првог и Другог светског рата школска зграда је коришћена од стране окупатора као касарна, при чему је оба пута била уништена.
Школске 1950/51. године школа прераста у осмолетку чиме осмогодишње школовање постаје обавезно. Дана 31. маја 1959. године тадашња школа је проглашена огледном школом и добија своје име „Други шумадијски одред”, које носи и до данас. Те године школа оснива и свој први школски лист „Наш полет” који је излазио једном годишње.
Нова школска зграда, са четири простране учионице и две канцеларије, саграђена је 1960. године. Од школске 1967. године у састав школе улази и основна школа „Вук Караџић” из Новог Села, са издвојеним одељењима у Ракинцу и Пиносави.